# Nombre parasite
En mathématiques récréatives, un nombre parasite est un entier naturel qui, lorsqu'il est multiplié par un certain nombre entier n compris entre 2 et 9, voit sa représentation décimale inchangée, excepté pour le chiffre des unités qui est déplacé en début d'écriture. Un tel nombre est dit « n-parasite ».

## Exemples
Pour n de 2 à 9, la table suivante donne les plus petits nombres n-parasites, ou « nombres de Dyson » :
| N | Pn                                                                             | n×Pn                                                                           |
| - | ------------------------------------------------------------------------------ | ------------------------------------------------------------------------------ |
| 2 | 105 263 157 894 736 842                                                        | 210 526 315 789 473 684                                                        |
| 3 | 1 034 482 758 620 689 655 172 413 793                                          | 3 103 448 275 862 068 965 517 241 379                                          |
| 4 | 102 564                                                                        | 410 256                                                                        |
| 5 | 142 857                                                                        | 714 285                                                                        |
| 6 | 10 169 491 525 423 728 813 559 932 203 389 830 508 474 576 271 186 440 677 966 | 61 016 949 152 542 372 881 355 993 220 338 983 050 847 457 627 118 644 067 796 |
| 7 | 1 014 492 753 623 188 405 797                                                  | 7 101 449 275 362 318 840 579                                                  |
| 8 | 1 012 658 227 848                                                              | 8 101 265 822 784                                                              |
| 9 | 10 112 359 550 561 797 752 808 988 764 044 943 820 224 719                     | 91 011 235 955 056 179 775 280 898 876 404 494 382 022 471                     |

## Recherche
La méthode suivante permet de trouver un nombre n-parasite. Soit m l'ordre multiplicatif de 10 dans l'anneau ℤ/(10n – 1)ℤ, c’est-à-dire le plus petit entier m > 0 tel que 10m ≡ 1 (mod 10n – 1)). Alors {\displaystyle n{\frac {10^{m}-1}{10n-1}}} est un nombre n-parasite.
Par exemple, si n = 4, 10n – 1 = 39 et m = 6 ; l'écriture en décimale récurrente de 1/39 est 0,025641... et 106×(1/39) = 25 641,025641... = 25641 + 1/39. On obtient 25 641 = 106×(1/39) – 1/39 = (106 – 1)/39. Le nombre 4×25 641 = 102 564 est 4-parasite.
Cette méthode ne donne pas le plus petit nombre n-parasite pour n = 5 (elle donne 1 020 408 163 265 030 612 244 897 959 183 673 469 387 755 au lieu de 142 857).

## Référence
1. ↑  Suite A092697 de l'OEIS.
2. ↑  (en) John Tierney, « Prize for Dyson Puzzle », New York Times, 13 avril 2009.